# Ansonia glandulosa
Ansonia glandulosa – gatunek płaza bezogonowego z rodziny ropuchowatych (Bufonidae). Endemit Sumatry. Bardzo rzadko spotykany, ale nie jest zagrożony wyginięciem.

## Systematyka
Gatunek ten opisali w 2004 roku Djoko Iskandar i Mumpuni w oparciu o pojedynczy okaz (holotyp), którym był dorosły samiec odłowiony we wrześniu 1998 roku w lokalizacji o nazwie Napal Licin w kabupatenie Musi Rawas, w prowincji Sumatra Południowa.
Gatunek zalicza się do rodzaju Ansonia, będąc jednym z 7 indonezyjskich przedstawicieli tego rodzaju płazów spośród 38. Umiejscowienie tego rodzaju w obrębie rodziny ropuchowatych (Bufonidae) stanowi przedmiot debaty, wydaje się on bliskim krewnym rodzaju Pelophryne, a następnie podrodziny Adenominae.

## Rozmieszczenie geograficzne
Płaz ten należy do gatunków endemicznych. Występuje wyłącznie na indonezyjskiej wyspie Sumatra i jak dotąd spotkano go tylko na czterech stanowiskach w prowincjach Sumatra Południowa, Sumatra Zachodnia i Jambi.

## Ekologia
Gatunek ten zamieszkuje siedliska w nizinnych lasach tropikalnych w pobliżu strumieni. Może tolerować niewielkie zmiany w środowisku spowodowane działalnością człowieka. Holotyp został złapany w pobliżu niewielkiego strumienia, na terenie regularnie zalewanym przez powodzie w czasie pory deszczowej, w czasie pory deszczowej właśnie.

## Cykl życiowy
Rozród opisywanej prawdopodobnie ropuchy zachodzi w wodzie. Podejrzewa się, że występuje forma larwalna, czyli kijanka, rozmnażająca się właśnie w środowisku wodnym.

## Status zagrożenia i ochrona
Międzynarodowa Unia Ochrony Przyrody (IUCN) od 2018 roku uznaje Ansonia glandulosa za gatunek najmniejszej troski (LC, ang. Least Concern), wcześniej klasyfikowała go jako gatunek niedostatecznie rozpoznany (DD, Data Deficient).
Gatunek ten znany jest tylko z kilku okazów i nie ma wystarczających informacji, by ocenić wiarygodnie liczebność jego całkowitej populacji i jej trend.
Płaz ten występuje w otulinie Parku Narodowego Kerinci Seblat, który jest obecnie dobrze chroniony. Brak jest informacji o jakichkolwiek zagrożeniach dla tego gatunku.